# فرانچسکو سا
 فرانچسکو سا (انگلیسی: Francisco Sá؛ زادهٔ ۲۵ اکتبر ۱۹۴۵) یک بازیکن فوتبال اهل آرژانتین است.
وی همچنین در تیم ملی فوتبال آرژانتین بازی کرده‌است.